# کریس کریستوفرسون
کریستوفر «کریس» کریستوفرسون (به انگلیسی: Kristoffer "Kris" Kristofferson) (۲۲ ژوئن ۱۹۳۶ – ۲۸ سپتامبر ۲۰۲۴) خواننده و بازیگر آمریکایی بود. وی نامزد جایزه اسکار بهترین موسیقی شده است.

## گزیده فیلم‌شناسی
- پت گرت و بیلی د کید
- آخرین فیلم
- سر آلفردو گارسیا را برایم بیاور
- آلیس دیگر اینجا زندگی نمی‌کند
- ستاره‌ای متولد شده‌است
- واژگونی
- دروازه بهشت
- ترانه‌سرا
- هزاره
- شوالیه‌ها
- تیغه
- آتش در زیر پا
- ستاره تنها
- تقاص
- لیمبو
- سیاره میمون‌ها
- دیوارهای چلسی
- پادزهر
- تیغه ۲
- شهر نقره‌ای
- تیغه: سه‌گانگی
- ژاکت
- ملت غذای آماده
- داستان وندل بیکر
- با تو حال نمی‌کند
- من آنجا نیستم
- یوهان: بچه سرگردان
- داستان دلفین
- داستان دلفین ۲
- جایی برای پنهان شدن نیست
- بلیز
- مولوکای
- سقوط مرگبار
- بلادورث
- رؤیاپردازان
- ارتش فرعون